# Physcomitrella patens
Espèce
Synonymes
- Aphanorhegma patens (Hedw.) Lindb.[2]
- Aphanorrhegma patens (Hedw.) Lindb.[1],[2]
- Ephemerum cohaerens var. lucasianum (Nees & Hornsch.) Hampe[1]
- Ephemerum patens (Hedw.) Hampe[1]
- Genthia patens (Hedw.) Bayrh.[1]
- Phascum cohaerens var. lucasianum (Nees & Hornsch.) Bruch & Schimp.[1]
- Phascum lucasianum Nees & Hornsch.[1]
- Phascum megapolitanum Schultz[1]
- Phascum patens Hedw.[1]
- Physcomitrella patens var. patens[1]
- Physcomitrella patens[3]
- Physcomitrium patens Phascum patens Hedw., 1801 (préféré par NCBI)[3]
- Stanekia patens (Hedw.) Opiz[1]

Physcomitrella patens est une espèce de mousses, utilisée comme organisme modèle pour les études sur l'évolution des plantes, le développement et la physiologie. Cette espèce est courante dans l'hémisphère nord.

## Habitats
C'est une adventice fréquente des cultures et des milieux ouverts aux abords des points d'eau. P. patens a une distribution discontinue dans les zones tempérées du globe, avec l'exception de l'Amérique du Sud. La souche de laboratoire standard est l'isolat "Grandsen", collecté par H. Whitehouse de Grandsen Wood à Cambridgeshire en 1962.

## Plante modèle
Facile à trouver et à cultiver, elle est devenue une des plantes modèles des biologistes notamment dans le champ de la génétique et de la génomique végétale,,,.
Les mousses partagent des procédés génétiques et physiologiques fondamentaux avec les plantes vasculaires (Tracheophyta), bien que les deux lignées ont divergé assez tôt au cours de l'évolution des plantes terrestres. Une étude comparative entre les représentants modernes des deux lignées pourrait potentiellement donner des indications sur le mécanisme évolutif contribuant à la complexité des plantes modernes.
P. patens est un des quelques organismes multicellulaires connus avec une haute efficacité de recombinaison homologue,.Signifiant qu'une séquence d'ADN exogène peut être dirigée vers une position génomique spécifique (technique appelée ciblage de gène)  afin de créer des mousses dont les gènes ont des organismes inopérant (knockout mosses) Cette étude est appelée la génétique renversée.

## Cycle de vie
Identique à toutes les mousses, le cycle de vie de P. patens est caractérisé par une alternance de deux générations : un gamétophyte haploïde produisant les gamètes et un sporophyte diploïde produisant les spores haploïdes.

## Taxinomie
P. patens a été premièrement décrite par Johann Hedwig dans son ouvrage Species Muscorum Frondosorum (1801) sous le nom Phascum patens. Physcomitrella est parfois considéré comme un synonyme du genre Aphanorrhegma (en), signifiant que P. patens est connu en tant que Aphanorrhegma patens.

## Liste des sous-espèces et variétés
Selon Tropicos (17 septembre 2020) (Attention liste brute contenant possiblement des synonymes) :
- sous-espèce Physcomitrella patens subsp. californica (H.A. Crum & L.E. Anderson) B.C. Tan
- sous-espèce Physcomitrella patens subsp. magdalenae (De Sloover) B.C. Tan
- sous-espèce Physcomitrella patens subsp. readeri (Müll. Hal.) B.C. Tan
- variété Physcomitrella patens var. angustifolia De Not.
- variété Physcomitrella patens var. anomala Hampe ex Milde
- variété Physcomitrella patens var. lucasiana (Nees & Hornsch.) Schimp.
- variété Physcomitrella patens var. marginata Vondr.
- variété Physcomitrella patens var. megapolitana (Schultz) Bruch & Schimp.
- variété Physcomitrella patens var. patens
- variété Physcomitrella patens var. pedicellata Bruch & Schimp.
- variété Physcomitrella patens × physcomitrium var. turbinatum A.L. Andrews